# Lars Ryde
Lars Ryde (till 1921 Masar), född 26 oktober 1915 i Karleby, död 18 december 1983 i Vasa, var en finländsk organist och kördirigent. Han var far till Siw Ryde-Höckert.
Ryde utexaminerades 1935 från kyrkomusikinstitutet i Helsingfors och verkade därpå i Hangö samt var 1948–1978 organist i Vasa svenska församling. År 1961 grundade han Vasa kammarkör, som utvecklades till en av de ledande i Finland. Han var även musiklärare vid skolor i Vasa och förbundsdirigent i Finlands svenska kyrkosångsförbund.